# NBA 올스타 위켄드
NBA 올스타 위켄드(영어: NBA All-Star weekend, National Basketball Association All-Star Weekend)는 매년 2월 NBA 정규시즌 중간에 열리는 주말 축제로, 일요일 밤 열리는 NBA 올스타전을 필두로 다양한 농구 경기와 전시, 공연 등이 펼쳐진다. 올스타 브레이크라고도 불리는 이 기간에는 정규 시즌 경기가 열리지 않는다. 이는 선수 트레이드 마감 직후이다.

## 올스타 게임
일요일에 열리는 올스타전이 주말의 메인 이벤트이다. 이 게임은 가장 많은 표를 얻은 두 선수가 드래프트한 리그의 스타 선수들을 혼합하여 보여준다. 각 팀은 12명의 선수로 구성되어 총 24명으로 구성된다. NBA 올스타 주말의 주요 이벤트이다. NBA 올스타 주말은 금요일부터 일요일까지 3일간 진행되는 이벤트이다. 올스타전은 1951년 3월 2일 보스턴 가든에서 처음 열렸다. 2024년에는 인디애나폴리스에서 열릴 예정이다. 케빈 듀란트, 스테판 커리, 르브론 제임스 등 리그 최고의 스타들이 출연한다. 야니스 안테토쿤포는 동부 컨퍼런스를 대표한다. 2024년에는 스테픈 커리 대 서브리나 요네스큐(NBA 대 WNBA)라는 새로운 이벤트가 등장한다. 이 두 선수는 리그 최고의 슈터로 꼽힌다. 누가 가장 뛰어난 슈터인지를 가리는 3점슛 대회가 열렸는데, 그 결과 커리가 요네스큐를 29-26으로 이겼다.